# Pargitaguse
Koordinaten: 59° 21′ N, 27° 27′ O
Pargitaguse ist ein Dorf (estnisch küla) in der Gemeinde Jõhvi (Jõhvi vald). Es liegt im Kreis Ida-Viru (Ost-Wierland) im Nordosten Estlands.
Das Dorf hat sechs Einwohner (Stand 1. Januar 2012). Es liegt südöstlich der Stadt Jõhvi.